# Elhadji Diouf
Pour les articles homonymes, voir Diouf.
Ne doit pas être confondu avec El-Hadji Diouf.
 (décembre 2012).
Si vous disposez d'ouvrages ou d'articles de référence ou si vous connaissez des sites web de qualité traitant du thème abordé ici, merci de compléter l'article en donnant les références utiles à sa vérifiabilité et en les liant à la section « Notes et références ».
Maître Elhadji Moustapha Diouf, né le 21 mai 1959 à Kaolack, est un avocat et homme politique sénégalais. Il est à la tête d'un parti politique nommé PTP (Parti des travailleurs et du peuple).
Il a été député à l'assemblée nationale du Sénégal.

## Biographie
Il fait ses études primaires à l'école Ndorong 1 de Kaolack et ses études secondaires au lycée Gaston Berger de Kaolack où il est le président du foyer. Il fait ensuite ses études supérieures à l'Université Cheikh Anta Diop de Dakar où il est le président du mouvement étudiant. Il est élu représentant des étudiants à l'assemblée de l'Université et au conseil d'administration du COUD. Il fait ensuite partie du comité central du bureau politique de la Ligue démocratique/Mouvement pour le parti du travail (LDMPT). Il est le secrétaire général et fondateur du Parti des travailleurs et du peuple (PTP). Il devient par la suite ministre avant d'être député à l'Assemblée Nationale du Sénégal en 2007. Il est le président de la commission de l'urbanisme, l'habitat, l'équipement et le transport de l'Assemblée Nationale. Il est avocat international. Il se surnomme l'avocat du peuple grâce aux nombreux dossiers défendus pour des familles victimes d'injustice. Le 21 juin 2011, il s'oppose farouchement à la candidature pour un troisième mandat du président sortant Me Abdoulaye Wade ; c'est ainsi qu'il se surnomme "l'homme du 23 Juin".
Sa candidature à l’élection présidentielle du 26 février 2012 est annoncée par Maître Elhadji Diouf, mais il finit par retirer sa candidature, expliquant qu'à ce moment précis de l’Histoire, il faut savoir choisir et rassembler (pour Moustapha Niasse). « J’ai demandé et obtenu de mon parti le retrait de ma candidature aux élections présidentielles de 2012 », explique-t-il lors d’une rencontre avec les journalistes. « Face aux nombreuses candidatures, qui ne font que le jeu de Wade (le candidat sortant), et de son groupe, je retire ma candidature », a ajouté Me Diouf, en présence de ses collaborateurs et amis.

Me El Hadj Diouf, sera l’avocat de la jeune fille Adji Sarr, principale accusatrice du leader de Pastef Ousmane Sonko dans une affaire de "viol".

## Affaires judiciaires et polémiques
Le 14 novembre 2012, le tribunal correctionnel de Paris condamne El Hadji Diouf  à six mois de prison avec sursis pour agression sexuelle sur une jeune femme majeure. Les fait se sont déroulés en mars 2012 à Paris. Il évoque dans les médias sénégalais un complot de la part du pouvoir sénégalais dirigé, à l'époque, par Abdoulaye Wade.